# The Nash

The Nash (banda) es una banda de Power pop / Rock. Nacida de la escisión de Mad Juana y que contó con miembros de otras relevantes bandas españolas en sus filas.

## Historia
The Nash fue un grupo de power pop - rock creado en 1996 en Palma de Mallorca por John Tirado (voz y guitarra) y Maukka Palmio (batería), tras separarse de su anterior banda Mad Juana.
Ambos habían viajado junto a Sammi Yaffa y Karmen Guy desde Nueva York a Mallorca para componer material para este nuevo proyecto, a la casa propiedad de los padres de Karmen en la zona de Calviá. Tras varios meses de convivencia, John y Maukka abandonaron la formación, quedando "atrapados" en la isla y sin dinero para regresar. A raíz de la invitación de un amigo, volaron a Finlandia, de donde Maukka es nativo, y grabaron una demos con tres temas, con la cual deciden presentarse al concurso de Pop Rock organizado por el Ayuntamiento de Palma de Mallorca.

Sin una formación completa, recurren a dos conocidos, Guillermo Salas y Juan B. para presentarse in-extremis al certamen, en el cual resultan vencedores. Dicho concurso les facilita la grabación de su primer disco, "The Last Cigarette", en los estudios Swing, bajo la producción de Pablo Ochando. La edición del mismo corre a cargo de la discográfica Primeros Pasitos, siendo éste su primera referencia.

Apoyados en el estudio por músicos de sesión y el propio Pablo Ochando, contactan con el ex-Vancouvers Ángel Cubero, el cual ocupa la posición de bajista, ocupándose brevemente de la guitarra solista Jaime García Soriano, de Sexy Sadie, devolviéndole a la banda el favor que les hizo John ocupándose también de la rítmica brevemente en Sexy Sadie . Tras varios conciertos de presentación, se encarga de la guitarra solista Javier Ruiz, procedente de Plan 9, otro grupo mallorquín. Tras varios conciertos juntos, actúan en el festival barcelonés BAM, ante más de 3000 personas, sorprendiendo a los asistentes al romper John, durante su última canción, su guitarra al más puro estilo "The Clash".

Después de un periodo breve de inactividad, John decide volver a Nueva York en 1997, dejando la banda en un paréntesis que duraría hasta 1999, año en el cual es animado a regresar a la isla por los miembros de la banda con la promesa de editar un nuevo disco y una gira por la península.

La vuelta de The Nash a los escenarios coincide con la gira española del grupo americano Superchunk, a los cuales acompañan a lo largo de 8 fechas por toda la península. Para la ocasión, Tonet Toledo de Sexy Sadie les acompaña a la batería, como invitado de lujo. Los preparativos para la grabación de su nuevo disco se ponen en marcha, dando como fruto el EP "Amps On", el cual edita la nueva compañía discográfica Bittersweet Recordings. Algunas fechas posteriores de presentación les llevan a Madrid y al resto de la península, centrándose mayoritariamente en Mallorca e Ibiza, donde también participan en la final del concurso de Pop Rock organizado por Cadena 100, quedando finalistas. El batería que completaría la formación durante esta época sería Jose Luís García.

Es por esta fecha cuando también telonean a Dover en la gira de su disco "Late at Night", ante 4000 personas en Mallorca, así como una nueva gira de presentación que les lleva durante más de 10 fechas por toda España, como teloneros esta vez del grupo australiano The Chevelles

John organiza durante una breve pausa de verano una gira por EE. UU., que les lleva a realizar 5 actuaciones en la Costa Oeste del país. Es en esta ocasión cuando actúan en el mítico CBGB de Nueva York, lugar ahora desaparecido, así como en otros clubs de renombre de la zona.

El grupo regresa a Mallorca para concentrarse en la grabación de su siguiente LP, esta vez también bajo la batuta de Pablo Ochando. El disco vería la luz en 2002 bajo el título de "Four Wheel Dinasty" y marcaría una progresión en el estilo de la banda hacia un sonido más eléctrico, incluyendo temas como "Rock'n'Roll Afterlife" o "At the door".

2003 ve también la marcha de Javier Ruiz a la guitarra para centrarse en su nuevo proyecto (Trestrece) y la incorporación del británico Brett Lomas en su lugar. En ese mismo año, inician una nueva gira, esta vez por Gran Bretaña, donde tienen la oportunidad de acompañar a The Buzzcocks. Dicha gira se inició el día 8 en el Carling Bristol Academy de Bristol y finalizó en el Rock Café de Stourbridge el 20, dando por primera vez al grupo la posibilidad de actuar para el público británico.

En 2004 se produce un nuevo cambio en la formación, José Luis García abandona la formación y es sustituido por Luis Alberto Segura, quien fue el batería de la formación hasta su disolución en 2009, con el cual girarían como teloneros de los suecos The Soundtrack of Our Lives, con gran aceptación por el público de estos. En esta última etapa, el grupo da luz al EP autoeditado "Said and Done" y a su última referencia "Kicks and Glory", editada por Blau Discmedi. El auge de los proyectos paralelos de Luis Segura  (L.A.) y John Tirado, acabaría por disipar el interés de los miembros de la banda por dar continuidad al proyecto, el cual se mantiene actualmente inactivo tras la marcha de John de vuelta a EE. UU..

## Discografía
- "Last cigarette" (1997) - CD

- "Amps on" (2000) - EP

- "Four wheel dinasty" (2003) - CD

- "Said & Done" (2005) - Single

- "Kicks and Glory" (2007) - CD